# 伊藤長次郎

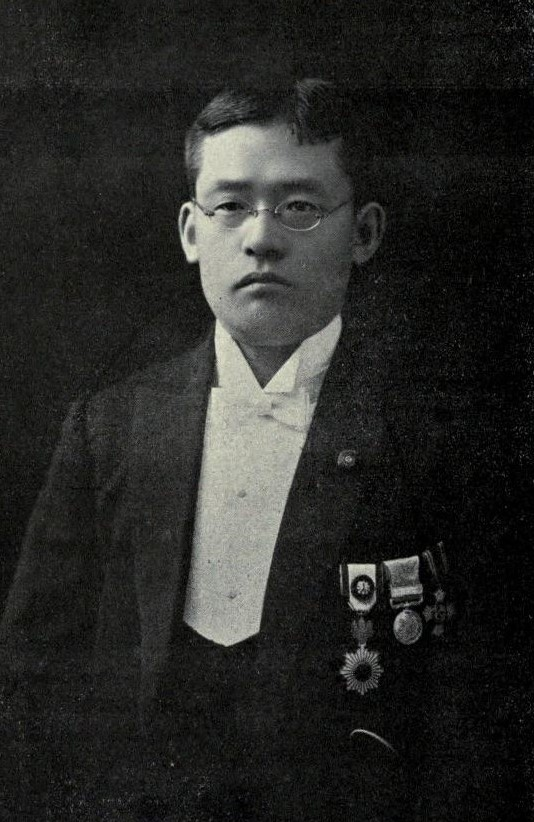
5代伊藤長次郎

5代 伊藤 長次郎（いとう ちょうじろう、1873年（明治6年）4月11日 - 1959年（昭和34年）6月12日）は、明治から昭和期の大地主、実業家、政治家。貴族院多額納税者議員。初期の産業組合指導者。幼名・熊蔵。

## 経歴
兵庫県印南郡今市村（伊保村 を経て現高砂市伊保町）で大地主、4代伊藤長次郎の長男として生まれる。兵庫県尋常中学校（のち姫路中学校、現兵庫県立姫路西高等学校）を卒業し、京都の顕道学校、東京の国民英学会、日本法律学校で英語、法律を学んだが、父の病により学業を中断して帰郷した。1895年（明治28年）9月、父の死去に伴い家督を相続し第5代長次郎を襲名した。
1896年（明治29年）以降、加古川銀行頭取、三十八銀行頭取、神栄社長、兵庫県農工銀行取締役、兵庫県農会長、印南郡会議員、同郡参事会員、日英博覧会評議員、茶業組合中央会議特別議員、生産調査会委員などを務めた。
1904年（明治37年）兵庫県多額納税者として貴族院多額納税者議員選挙において最年少で互選され、同年9月29日から1911年（明治44年）9月28日まで1期在任した。
また、小作人救済のため伊藤家小作人信用組合を結成して経済援助を行い、小作人の生活向上を図った。兵庫県信用組合連合会の初代会長を務め、1910年（明治43年）産業組合中央会から西垣恒矩らと第1回農事組合会議（ベルギー、ブリュッセル市開催）に派遣され、欧米13カ国の視察を行って帰国し、その成果を発表するなど産業組合の普及発展に尽力した。

## 著作
編著
- 『真俗二諦観集』ぐろりあ・そさえて、1927年。

## 親族
- 妻 伊藤ゑい（大西行礼の妹）[2]
- 長女 大岡静（子爵大岡忠綱の妻）[9]
- 嫡子 熊三（岳父に阪谷芳郎）[10]